# Herman von Unna
Herman von Unna är ett svenskt drama i fem akter med körer och balett. Libretto är skrivet av Anders Fredrik Skjöldebrand efter Benedikte Nauberts roman och musik av Georg Joseph Vogler. Baletterna skrevs av Ledet. Den framfördes första gången i Sverige 13 april 1817 på Gustavianska operahuset och mellan 1817 och 1842 framfördes den 44 gånger där. 
Operan översattes till tyska och danska och spelades bland annat 1800 i Köpenhamn.

## Roller
| Roller                                                       | Stämma | (Dirigent: ) |
| ------------------------------------------------------------ | ------ | ------------ |
| Venceslaus, romersk kejsare, konung av Böhmen                |        |              |
| Sophia, hans gemål                                           |        |              |
| Herman von Unna                                              |        |              |
| Kunsman von Hertingshausen                                   |        |              |
| Prinsessan av Ratiobor, överhovmästarinna                    |        |              |
| Ida                                                          |        |              |
| Münster, hennes fosterfar                                    |        |              |
| Greven av Unna, Herrmans farbror, chef för hemliga domstolen |        |              |
| Fursten av Würtemberg, medlem av hemliga domstol.            |        |              |
| Idas anklagare i hemliga domstolen                           |        |              |
| Kunsmans ledare vid hans inträde i hemliga domstolen         |        |              |